# クラウス・ヨハニス
クラウス・ヴェルナー・ヨハニス（ルーマニア語: Klaus Werner Iohannis, ドイツ語: Klaus Werner Johannis, 1959年6月13日 - ）は、ルーマニアの政治家。同国大統領を2期10年にわたって務めた。
ヨハニスは、民族集団としてはルーマニア・ドイツ人に属し、2000年からシビウ市長を務めた。2014年6月28日に国民自由党（PNL）の議長となり、2014年大統領選挙の候補に擁立された。その後選挙に勝利し、2014年12月21日に大統領に就任した。

## 半生と家族
ヨハニスはトランシルヴァニア・ザクセン人の家族のもと「中産階級の環境」に育った。父グスタフ・ハインツは技師、母ズザンネは看護婦であった。ヨハニスが語るには、チスナディエには1500年頃の記録があり、これによると祖先は850年前にトランシルヴァニアのシビウ周辺に移住し、以来この地に暮らしてきた、ということである。
1979年から1983年にクルジュ＝ナポカのバベシュ＝ボーヤイ大学で物理学を学んだ。卒業後、1983年から1989年にかけてシビウの様々な学校で教鞭をとった。1989年から1997年には、地元のブルケンタール＝リツェーウムで教職に就いた。1989年のルーマニア革命の後、1990年に前年に設立されたドイツ語話者（少数派）を政治的に代表することを目的とする団体ルーマニア・ドイツ人民主フォーラム（DFDR）のメンバーとなった。
1997年にはシビウ県の副視学官長、1999年には視学官長に昇進した。2000年に政界に進出すると、この職を辞した。
1989年以来、カルメン・ヨハニスと結婚している。彼女は国立ゲオルゲ・ラザル高等学校の英語教師である。夫妻には子供がいない。1989年のルーマニア革命の後、彼の両親と妹のクリスタ（Krista）は、ドイツに移住し、ヴュルツブルク地域に住んでいる。

## 政治経歴

### シビウ市長（2000年）

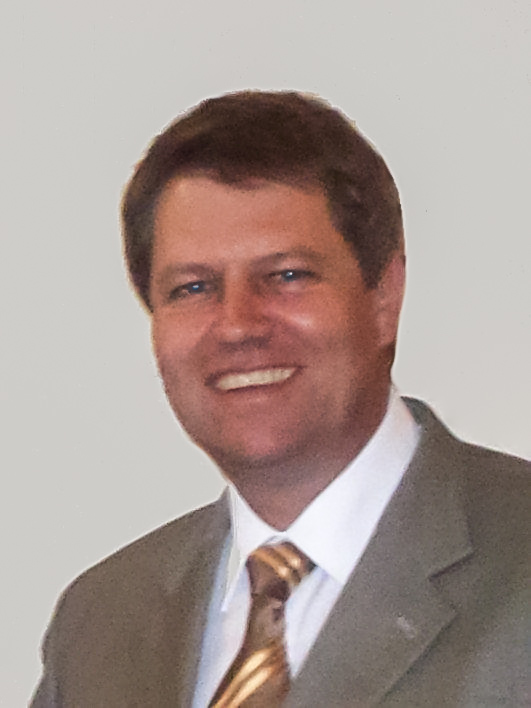
市長時代(2005年)

2000年にDFDRは、シビウ市長選挙に独自候補を擁立することを決め、クラウス・ヨハニスを指名した。シビウのドイツ系人口は2％未満と少数派であるが、ヨハニスは69％の票を得て当選し、ルーマニアの大都市で初のドイツ系市長となった。第1期の議会運営では社会民主党（PSD）と協力し、多数派を形成した。
2004年にヨハニスは88.7%を得票し、再選された。ヨハニスは国外のドイツ語圏の投資家やEU当局と良好な関係を築き、シビウを2007年の欧州文化首都（ルクセンブルクと共同）にすることに成功した。在任中実施した大規模なプロジェクトには、旧市街修復、全都市インフラ更新（道路・電気・上下水道）、西欧の水準でのシビウ空港拡張（2007年完成）が挙げられる。2008年には80％、2012年には約78％の得票でシビウ市長に再選された。

### ルーマニア首相候補（2009年）
2009年10月13日にルーマニア首相エミール・ボックが不信任投票によって解任されると、ヨハニスは複数の政党（国民自由党、ルーマニア・ハンガリー人民主同盟、他の国内少数派政党）から後継に推薦された。2009年10月14日、ヨハニスは正式に立候補を表明した。10月15日にトラヤン・バセスク大統領は新首相に経済専門家ルチアン・クロイトルを指名した。議会の過半数はヨハニスを支持した。国民自由党党首であり、2009年ルーマニア大統領候補であるクリン・アントネスクは、選挙に勝利した暁には、ヨハニスを首相に任命するつもりだ、と声明した。しかし選挙に勝利したのはバセスクであり、彼はエミール・ボックに組閣を命じた。こうして第二次ボック内閣が成立した。

### 市民野党のリーダー（2014年）
2013年2月23日にヨハニスは国民自由党の第一副議長に選出された。当時、同党は社会民主党（PNL）と連立し、政権与党であった。2014年2月初め、PNLはヨハニスに内務大臣と副首相のポストを打診したが、ヴィクトル・ポンタ首相は2014年2月7日にこれを拒否した。連立与党内で紛糾し、その2週間後、2014年2月25日には国民自由党の大臣が辞任して連立政権が崩壊した。
2014年の欧州選挙の後、当初ヨハニスは暫定的にPNLを率い、2014年6月28日の臨時党大会で正式に議長に選出された。
ヴァシレ・ブラガ民主自由党（PDL）議長とヨハニスは会合を持ち、二党が迅速に合併することと両党議員が欧州議会内のキリスト教民主主義会派である欧州人民党グループに参加することを取り決めた。

### 大統領選挙（2014年）
ヨハニスは2014年8月11日に、PNLとPDLの選挙同盟であるキリスト教自由同盟（ACL）から2014年ルーマニア大統領候補に指名された。立候補者は合計14名であった。
選挙運動での公約は、ルーマニアの汚職撲滅と司法の独立性の改善であり、こうしてルーマニアの法治国家性を強化し、治安状況の安定化を目指すものであった。加えて、経済、保健、教育の改革を訴えた。これに対して、対立候補ヴィクトル・ポンタのPSDと関係の深い複数の大手テレビ局は、ヨハニスに子供がないことを非難し、非ルーマニア人の田舎政治家にすぎない、とした。しかし後者は他の面からヨハニスに有利に働いた。ドイツ系はルーマニアで「有能な管理人」と見なされたのである。続く非難には、こんなものがあった。子供たちを臓器目当てに売り飛ばした、不動産を騙し取った、公金を横領した、さらには「外国の手先」で、「国家分裂」をたくらむ「分離主義者」といった具合である。また、ヨハニスがルーマニア福音ルター派教会に属することも問題となった。ルーマニア正教会の一部は選挙戦期間中に有権者に対し、「正教会の良きルーマニア人」に投票するよう求めた。
ヨハニスは2014年11月16日の第二回投票で勝利した。得票率は54.5％対45.5％であった。なお、第一回投票では30％対40%と現職の首相ヴィクトル・ポンタの後塵を拝していた。就任式は2014年12月21日に行われた。
就任前日の12月30日には「ミハイ1世は共産主義者とその仲間に武器で脅迫されて退位を強制された。陛下は人々から多くの尊敬と称賛を受けており…」との声明を発表した。当選前の国民自由党党首時代と同様に、かつての国王に対して「陛下」（Majestatea Sa）の敬称を使用するなど、立ち位置は王党派に近いと目されている。

### 大統領選挙（2019年）
2019年11月10日投開票のルーマニア大統領選挙に出馬し、第1回投票で1位となったが過半数には届かず、2位となったヴィオリカ・ダンチラ前首相と共に11月24日の決選投票に進んだ。11月24日の決選投票ではダンチラに圧勝し再選された。

### 論争
2014年12月、ヨハニスはルーマニア元政治犯協会の議長オクタヴ・ブジョザ（Octav Bjoza, * 1938）にルーマニア星勲章を授与したことについて批判にさらされた。ブジョザは再三にわたり、ファシストの鉄衛団や1930年代、1940年代のレジオン運動に共感を表明していたためである。ブジョザは、反セム主義監視撲滅センター（略称：MCA România）が行った批判に対しこう発言した。

### 外遊
2019年10月21日に日本の迎賓館赤坂離宮で安倍晋三内閣総理大臣と会談を行い、翌22日の即位礼正殿の儀に参列した。

### 大統領選挙（2024年）を巡る批判と辞任
後任を決める大統領選挙の第1回目投票が2024年11月24日に執行され、北大西洋条約機構(NATO)懐疑派のカリン・ジョルジェスクが事前の世論調査と異なり首位となる波乱の展開となった。これに対してヨハニスは選挙にロシアの介入があったと提起し、憲法裁判所が12月6日に第1回目投票のやり直しを命令。これにより後任の大統領は選出が遅れることが確実となり、それまでヨハニスは任期の5年を超えて大統領を務めることとなったが、ヨハニスによるロシア関与の主張は非民主的であったとする声が高まり、さらに国家運営に消極的であるとして国民からの強い反発を受けることとなった。野党からは憲法による大統領任期延長の条件を満たしていないと批判され、弾劾の危機に直面。2025年2月10日、ヨハニスは前倒しでの辞任を表明し、11日に憲法裁判所が辞任を承認。12日に元老院（上院）議長のイリエ・ボロジャンが大統領代行に就任することも同時に決定された。

## 表彰と受賞
- 2006年：ドイツ連邦共和国功労勲章功労十字小綬章
- 2007年：ルーマニア星勲章（ドイツ語版）騎士章
- 2009年：バベシュ＝ボーヤイ大学の名誉評議員
- 2009年：オーストリア共和国功労勲章（ドイツ語版）大銀章[37]
- 2010年：追放者連盟栄誉牌（ドイツ語版）
- 2014年：ドイツ連邦共和国功労勲章一等功労十字章[38]
- 2014年：トランシルヴァニア・ザクセン人連盟（ドイツ語版）栄誉星章[39]
- 2020年：カール大帝賞

## 出版物
- Pas cu pas（『一歩一歩』）Curtea Veche, Bukarest 2014, ISBN 978-606-588-756-5.